# Малиниш (Брашов)
Малиниш (рум. Măliniș) насеље је у Румунији у округу Брашов у општини Харшени. Oпштина се налази на надморској висини од 587 m.

## Становништво
Према подацима из 2002. године у насељу је живело 87 становника, од којих су сви румунске националности.